# Zhuangzi Tests His Wife
Zhuangzi Tests His Wife (xinès simplificat:  莊子試妻). Pel·lícula muda xinesa de l'any 1913. Produïda a Hong Kong per Huanmei Films ( 華美影片公司) i dirigida per Li Beihai.

## Estil i realització
El 1913 Benjamin Brodskya Hong Kong, va crear la companyia , Huanmei Films (華美影片公司) amb capital americà i amb l’actor, productor , guionista i director Li Minwei (Lai Man-Wai). Zhuangzi Tests His Wife va ser la primera i única pel·lícula produïda per l'empresa i curiosament mai va ser projectada a Hong Kong. Quan Brodsky va viatjar a Nova York a finals de l'any 1913 va emportar-se el film per ser exhibit entre les comunitats xineses dels Estats Units.

## Trama
La pel·lícula  es una comèdia satírica que es burla de la hipocresia i la manca de sinceritat entre marit i muller. Explica la història a partir de la mor de Zhuang Zi, un excèntric filòsof.Quan aquest va morir la seva dona no va poder suportar la soledat, així que va trobar un nou amor abans que el cos del seu marit es refredés. Zhuang Zi fingeix la seva pròpia mort per posar a prova el vot de la seva dona de no tornar-se a casar mai més. Ella plora profundament, però aviat arriben un jove i el seu servent. En assabentar-se de la mort de Zhuang Zi, el jove es prepara per marxar, però la dona de Zhuang Zi l'insta a quedar-se. Es parla de matrimoni, però quan el jove emmalalteix, el seu servent afirma que només un cervell humà el pot curar. La dona de Zhuang Zi suggereix utilitzar el cervell del seu marit. En sentir això, Zhuang Zi es desperta i la renya, cosa que la porta al suïcidi de vergonya.

## Repartiment
La pel·lícula la van protagonitzar Li Minwei i el seu germà Li Beihai que també va dirigir el film. En el repartiment destaca la presència en el paper de minyona , de l'actriu Yan Shanshan, considerada com la primera actriu del cinema xinès.
Yan va aparèixer en el film al costat de Li Minwei, el guionista de la pel·lícula, que interpretava el paper d'una altra dona. Cal tenir en compte que a principis del segle xx, a la Xina era habitual que els papers femenins en el teatre i lògicament en els inicis del cinema, fossin interpretats per homes, ja que el públic associava les actrius amb les prostitutes.